# Convento di Santo Stefano
Il convento di Santo Stefano, in spagnolo Convento de San Esteban, è un edificio religioso che si trova a Salamanca, in Spagna, e che è dedicato a Santo Stefano.

## Storia e descrizione
La costruzione del convento iniziò nel 1525 per ordine di Juan Álvarez de Toledo, vescovo di Cordova, su progetto di Juan de Álava, e terminò nel 1618.
È costituito da una monumentale chiesa e varie stanze conventuali tra le quali sono notevoli la sacrestia, la sala capitolare, i suoi tre chiostri e la biblioteca.

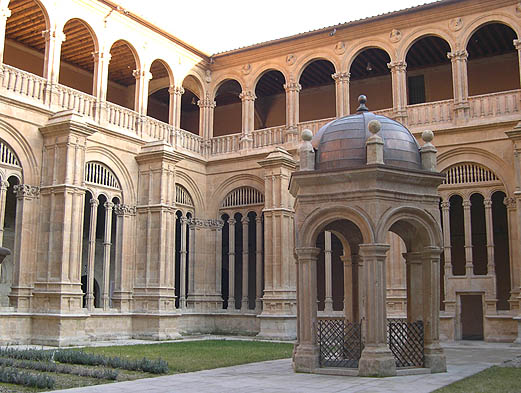
Cortile interno

Il portale principale della chiesa venne costruito verso il 1660 ed è costituito da una fila di archi decorati all'interno. Il timpano rappresenta la scultura del "Martirio di San Esteban" dello scultore Juan Antonio Ceroni.  Al di sopra del timpano si trova un altro fregio che raffigura un Calvario coronato dal Padre Eterno in stile italiano.
La chiesa ha una pianta a croce latina con un'unica navata e una pala d'altare di José de Churriguera. Spettacolare il coro che si trova su una volta semiellittica costruito fra il 1651 e il 1658. 
Il convento ospita tre chiostri, il più famoso dei quali è quello dei Re ed è caratterizzato da uno stile gotico plateresco, dai suoi venti finestroni divisi da tre piantoni con volta ogivale.